# Tekla Nowakowska
Tekla Józefa z Kostrzewskich Nowakowska (ur. ok. 1800, zm. 17 marca 1874 we Lwowie) aktorka, śpiewaczka. 
Debiutowała w roli Geniusza różowego (Gaweł w piekle) w 1814 w teatrze lwowskim gdzie występowała do 1830. W 1824 wyszła za mąż i odtąd używała nazwiska męża Jana Nowakowskiego. W 1828 wraz z mężem występowała gościnnie w Krakowie i w  Warszawie grając Zofię (Cudzoziemszczyzna) i Rózię (Kasztelanic naprędce). W latach 1830 do 1833 występowała z mężem w teatrze krakowskim. W 1833 przenieśli się do teatru we Lwowie skąd wyjeżdżali na gościnne występy do Krakowa.
W teatrze lwowskim pozostała do 1850. „Była dobrą, użyteczną aktorką. Początkowo przez wiele lat z powodzeniem grała role naiwnych młodych dziewcząt, chłopców i subretek, m.in. (...) Ludwika (Ulicznik paryski); rola Ludwika była jej popisową. W późniejszych latach grała także role amantek w komediach m.in. (...) Przypiekalewiczównę (Panna Przypiekalewiczówna). Podczas występów w Warszawie pisano, że jest w grze żywa, zwinna i zręczna, ale zarzucano jej śpiewny kresowy akcent”.